# Marcos Antônio
Marcos Antônio Ramos da Hora (São Lourenço da Mata, 2 de novembro de 1963), mais conhecido por O Negrão Abençoado, é um cantor, compositor e político brasileiro, tendo sido deputado federal. Foi, durante quase duas décadas, uma das principais referências da música gospel no Brasil, com músicas como "Pai", "Toma os Pedaços", "Te Peço Perdão", "Quase Morri" e "Fui no Mundo". Atualmente congrega na igreja ADSA Brasil.

## Biografia e Carreira
Filho do casal Antônio Ramos da Hora e Ivanete Falcão da Hora, Marcos nasceu numa família pobre, foi vendedor de cocada, tapioca e amendoim, cobrador de kombi e sempre próximo de seus pais, seus irmãos e amigos. Sua família era de músicos, cada um tocava um instrumento: acordeão, bateria e violão. Desde pequeno já cantava e tocava violão por causa da influência, e aos 10 anos compôs sua primeira canção.[carece de fontes?] Em 1985, se converteu a Cristo pelo pastor Hidekazu Takayama, havendo uma mudança radical em sua vida. Em 1985, assinou contrato pela Barclay Discos, selo da Polygram do Brasil (atual Universal Music), que na época estava abrindo espaço para os cantores evangélicos e lançou seu primeiro trabalho fonográfico no meio gospel intitulado "Um Grande Evento".

### Feira Livre
Em outubro de 2015, foi visto em feiras livres pela cidade de Jaboatão dos Guararapes, vendendo CDs de seus álbuns com um valor bem mais baixo que o comum e por vezes fugindo da fiscalização de trânsito.

### Boato da Bebida
Há anos corre pela internet o boato de que Marcos Antônio foi flagrado num bar de Recife bêbado e fora de si. É uma história relativamente antiga, tendo blogs comentado isso desde 2013, mas que de vez em quando é revivida. Ele veio a público dar um esclarecimento apenas em 2017, mas mesmo após o esclarecimento a notícia continua sendo compartilhada.

### Pai Ausente
Uma das filhas de Marcos Antônio veio a público afirmar que o cantor era um pai ausente, que prega mas não vive a palavra de Deus que prega, falta com o compromisso da pensão, pagando menos do que o valor acordado em juízo. Outra filha saiu em defesa, após o comentário da outra filha.

### Greve dos Caminhoneiros
Marcos Antônio se posicionou a favor da greve dos caminhoneiros, defendeu e se dirigiu a alguém que teria chamado os caminhoneiros de vagabundo. Sem citar o nome de quem teria criticado esses profissionais, repudiou tal atitude. “Eu fico indignado, quando a pessoa grava um vídeo chamando os caminhoneiros de vagabundos. Você pode ser linchado! Você pode literalmente ser linchado! Eu acho isso repugnante, retire essa terminologia". Apesar de não ter citado o nome, provavelmente a mensagem era para o pastor Silas Malafaia, que foi duramente atacado por ter se posicionado contrário a greve. 

### Savana
Marcos teve um relacionamento com Missionária Savana, empresária de São Lourenço da Mata que concorreu à prefeitura da cidade em 2020 que gerou um filho que atualmente tem 2 anos. Segundo seguidores do instagram de Marcos, ficaram felizes pela reaproximação, mas logo os elogios à imagem do artista com Savana e o filho deles vêm sendo apagados e seus autores, bloqueados, sem explicação. Foram posts de Marcos com o filho no dia dos pais e sobre o dia das crianças.

## Discografia
| Ano de Lançamento | Título                | Gravadora                       |
| 1985              | Um Grande Evento      | Barclay / PolyGram              |
| 1986              | Homem Santo           | Gravadora Revelação             |
| 1986              | A Grande Verdade      | Manancial Discos                |
| 1987              | O Grito               | Gravadora Revelação             |
| 1988              | O Meu Canto           | Manancial Discos                |
| 1988              | O Meu Segredo         | Som e Louvores                  |
| 1989              | O Sangue do Cordeiro  | Som e Louvores                  |
| 1990              | O Joio e o Trigo      | Gravadora Evangélica El-Shammah |
| 1991              | Suficiência           | Som e Louvores                  |
| 1992              | Batizando com Fogo    | Som e Louvores                  |
| 1992              | Magnânimo             | Redoma                          |
| 1993              | Onde Está o Amor?     | Graça e Paz                     |
| 1995              | Quem Dá Mais?         | Som e Louvores                  |
| 1996              | Fogo                  | Graça e Paz                     |
| 1996              | Toma os Pedaços       | Sondise Gospel                  |
| 1998              | Sonho Acordado        | Glory Records                   |
| 1999              | Apesar de Tudo        | M.A.R. Produções Artísticas     |
| 2002              | Sei Lá                | M. Music                        |
| 2003              | A Porta se Abriu      | Top Gospel                      |
| 2003              | Eterno Dependente     | Top Gospel                      |
| 2004              | Acústico              | Top Gospel                      |
| 2005              | Fique à Vontade       | Top Gospel                      |
| 2004              | Perfil do Louvor      | Top Gospel                      |
| 2005              | De Corpo e Alma       | Marvam Produções                |
| 2006              | Valeu a Pena          | Art Gospel                      |
| 2007              | De Corpo e Alma 2     | Marvam Produções                |
| 2008              | Aplausos para Deus    | Art Gospel                      |
| 2011              | Sem Preconceitos      | Manab Music                     |
| 2012              | Tudo Novo de Novo     | Azul Music                      |
| 2014              | Negrão Abençoado      | Independente                    |
| 2016              | A Força da Fé         | Devamma Produções               |
| 2020              | Marcos Antônio (Live) | Manab Music                     |

## Carreira Política
Nas eleições de 2006, Marcos Antônio foi eleito deputado federal pelo PSC-PE, com 62.019 votos. Em 2010, disputou a reeleição para deputado federal em Pernambuco pelo PSC, obtendo 32.488 votos, mas não foi eleito. Nas eleições de 2014, foi novamente candidato a deputado federal, desta vez no estado da Paraíba, pelo PTN. Obteve 24.603 votos e não foi eleito. Nas eleições de 2018, foi candidato ao cargo de deputado federal na Bahia pelo PSC, obtendo 4.367 votos, mas não foi eleito. Nas eleições de 2020, se torna mais uma vez candidato, dessa vez a vereador em Recife pelo PTC, recebendo 574 (0,07% dos válidos), não se elegendo.